# Maria Adeodata Pisani
Maria Adeodata Pisani, OSB (29 de diciembre de 1806 - 25 de febrero de 1855) fue una monja benedictina católica maltesa en el monasterio de San Pedro en Mdina, Malta.
El Papa Juan Pablo II beatificó a Pisani el 9 de mayo de 2001. Varios obispos también publicaron una carta pastoral que enfatizaba las graves dificultades que tuvo que afrontar, afirmando que Pisani había tenido "una infancia difícil, ya que sus padres no vivían juntos. Renunció a sus bienes y se deshizo de ellos, viviendo voluntariamente como monja de clausura".

## Vida
Hija única del barón Benedetto Pisani Mompalao Cuzkeri y de Vincenza Carrano, nació con el nombre de María Teresa Pisani en Nápoles, Italia, el 29 de diciembre de 1806, y fue bautizada el mismo día en la parroquia de San Marcos en Pizzofalcone. Su padre ostentaba el título maltés de barón de Frigenuini; su madre era italiana . 
Su padre se dio a la bebida y esto pronto le trajo problemas matrimoniales, hasta tal punto que cuando Pisani era todavía una niña su madre abandonó la casa conyugal y confió el cuidado del niño a su suegra, Elisabeth Mamo Mompalao, que vivía en Nápoles. Mompalao murió cuando su nieta María Teresa tenía sólo diez años. Tras la muerte de su abuela, fue enviada al famoso Istituto di Madama Prota, un internado de Nápoles donde recibían educación las hijas de la aristocracia local. 
En 1821 su padre se vio involucrado en el levantamiento de Nápoles y fue buscado por la ley. Como era ciudadano británico, su sentencia fue suspendida y el rey Fernando II de Nápoles lo expulsó de Nápoles y lo deportó a la isla mediterránea de Malta. En 1825, Pisani y su madre llegaron a vivir a Malta con parientes en Rabat, el antiguo suburbio de Mdina. 
Además de padecer una salud delicada, Pisani tenía un hombro deformado, causado, según se testificó más tarde, por heridas sufridas a manos de una criada que la golpeaba cuando vivía con su abuela en Nápoles. Su madre intentó encontrarle un marido adecuado, pero Pisani rechazó todas las propuestas de matrimonio, prefiriendo llevar una vida tranquila, asistiendo a la iglesia y ayudando a los pobres. En cambio, quería entrar en el monasterio de San Pedro como novicia.  Su madre intentó disuadirla, pero Pisani estaba decidida a convertirse en monja contemplativa.
Al cumplir 21 años, ingresó en la comunidad benedictina de monjas de clausura del monasterio de San Pedro en Mdina y tomó el nombre de María Adeodata (" dada por Dios ").  Hizo su profesión solemne dos años después. En el claustro, Pisani tenía talento para el encaje . Desempeñó varios cargos como sacristán, portera, maestra y maestra de novicias .  Su caridad benefició a sus compañeras monjas y también a muchas personas fuera del claustro. 
Pisani escribió varias obras, la más conocida de las cuales es El jardín místico del alma que ama a Jesús y María, una colección de sus reflexiones personales entre los años 1835 y 1843.  Esta obra ha sido descrita como «una microobra maestra de escritura espiritual». 
Fue abadesa de 1851 a 1853, pero tuvo que retirarse de sus funciones porque sufría problemas cardíacos . Murió el 25 de febrero de 1855, a la edad de 48 años, y fue enterrada al día siguiente en la cripta del monasterio benedictino de Mdina . 
Pisani fue recordada por su santidad, su amor a los pobres, sus sacrificios autoimpuestos y sus éxtasis tan completos que se la veía levitando . 

## Veneración
La causa de Pisani fue abierta formalmente el 29 de abril de 1898, otorgándole el título de Sierva de Dios .  El Papa Juan Pablo II la declaró beata el 9 de mayo de 2001 en Floriana, Malta,   citando como el milagro requerido para su beatificación un incidente del 24 de noviembre de 1897 en el que la abadesa Giuseppina Damiani del Monasterio de San Juan Bautista Subiaco,  Italia fue curada repentinamente de un tumor en el estómago después de haber pedido la intervención de María Pisani. La beatificación fue seguida pronto por la inauguración de un enorme retrato del Beato, una réplica de una pintura al óleo original encargada en 1898 por Pietro Pace, arzobispo de Rodas y obispo de Malta. El Pontífice anunció también que su fiesta se celebrará el 25 de febrero, día de su muerte. 
 Oración, obediencia, servicio a las hermanas y madurez en el cumplimiento de las tareas que le habían sido encomendadas: éstos fueron los elementos de la vida silenciosa y santa de María Adeodata. Escondida en el corazón de la Iglesia, sentada a los pies del Señor escuchaba su enseñanza (cf. Lucas 10,39), saboreando las cosas que duran para siempre (cf. Colosenses 3,2). Mediante su oración, trabajo y amor, se convirtió en una fuente de esa fecundidad espiritual y misionera sin la cual la Iglesia no puede predicar el Evangelio como Cristo manda, porque la misión y la contemplación se necesitan absolutamente una a la otra (cf. Novo millennio ineunte, 16). El santo ejemplo de la hermana Adeodata ciertamente ayudó a promover la renovación de la vida religiosa en su propio monasterio. Por eso deseo encomendar a su intercesión una intención especial de mi corazón. Se ha hecho mucho en los últimos tiempos para adaptar la vida religiosa a las circunstancias cambiantes de hoy, y el beneficio de esto puede verse en la vida de muchísimos religiosos y religiosas. Pero es necesario que se valoren nuevamente las razones teológicas más profundas de esta forma especial de consagración. Todavía esperamos que florezca plenamente la enseñanza del Concilio Vaticano II sobre el valor trascendente de ese amor especial a Dios y al prójimo que conduce a la vida consagrada de pobreza, castidad y obediencia. Recomiendo a todos los hombres y mujeres consagrados el ejemplo de madurez personal y responsabilidad que fue maravillosamente evidente en la vida de la beata Adeodata.
— Papa Juan Pablo II, en la Misa de beatificación de la beata María, 9 de mayo de 2001
Hoy en día, el ala trasera del monasterio de San Pedro en Mdina se ha abierto al público como museo. También están abiertas a los visitantes las habitaciones de la Beata Adeodata Pisani en el monasterio.